# こんごう型護衛艦に関連する作品の一覧

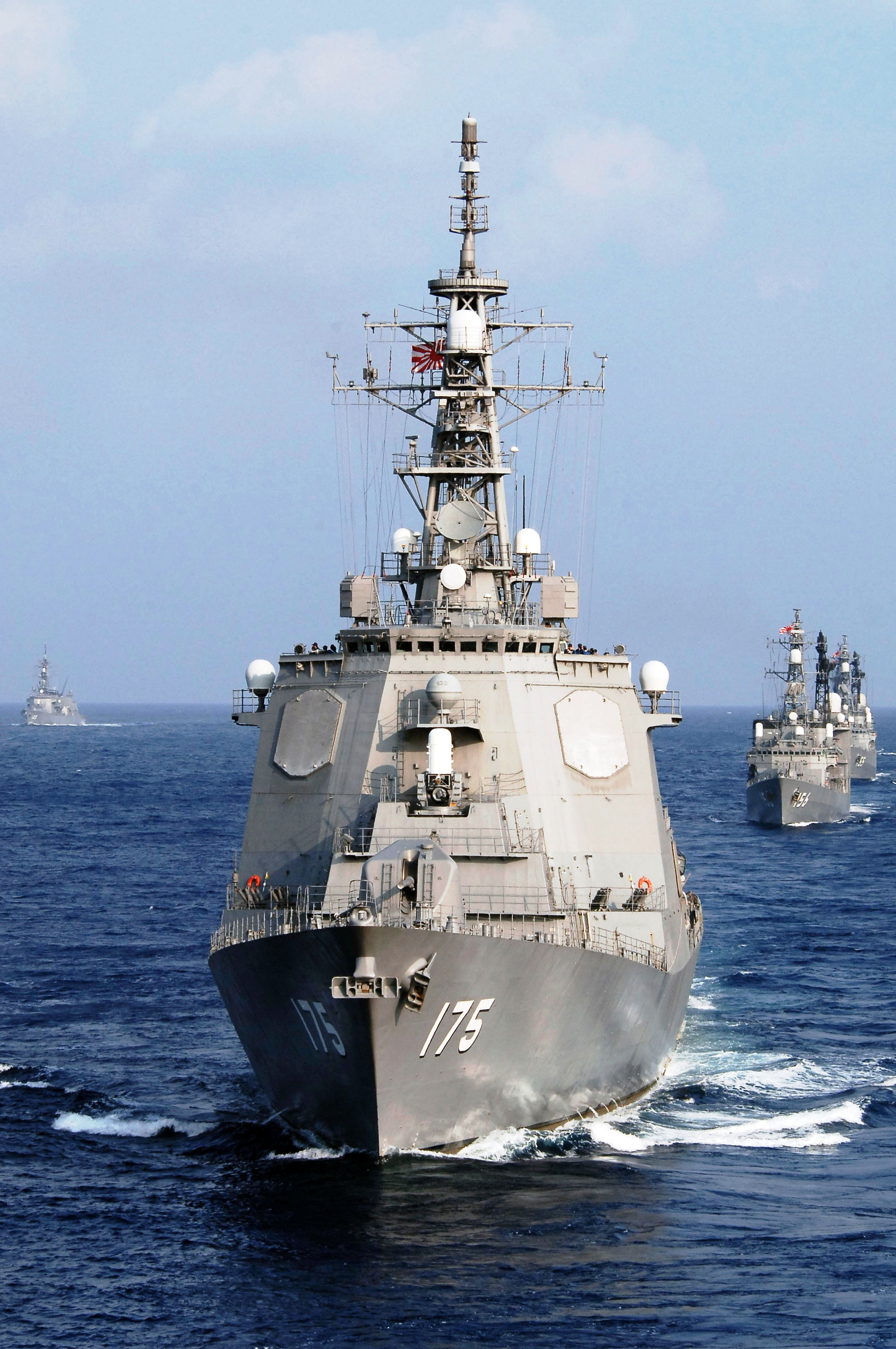
DDG-175「みょうこう」

こんごう型護衛艦に関連する作品の一覧（こんごうがたごえいかんにかんれんするさくひんのいちらん）は、海上自衛隊が運用するこんごう型護衛艦（イージス艦）に関連する作品の一覧である。

## 映画・テレビドラマ
『ウルトラセブン誕生30周年記念3部作』
第2話に艦名不明の艦が登場。事件解決後、ガッツ星人が潜伏していた不動岳近くの港湾に停泊している。
『温泉シャーク』
艦名不明の艦が登場。S県暑海市での「温泉シャーク」発生を受け、「温泉地破壊指令」を実行すべく編成された日米連合艦隊に参加している。
『ガメラ3 邪神覚醒』
「みょうこう」が登場。作中で流れるニュースの資料VTRの中で、ガメラを追跡する様子が映されている。
『鋼鉄の雨』
艦番号「183」の架空艦が登場。アメリカ空軍による核攻撃への報復として北朝鮮が日本へ向けて放った核弾頭搭載弾道ミサイルに対し、日本海上よりSM-3を発射し迎撃に成功する。
『シン・ゴジラ』
「きりしま」が登場。相模湾などの太平洋上でゴジラの捜索を行う。
『セーラーファイト!』
特別編「セーラーファイトの世界」に艦番号「199」などの艦名不明艦が登場。地球防衛海軍の艦艇として例示されている。
『超星神グランセイザー』
第13話に防衛隊の艦艇として登場。超星神リヴァイアサンが搬入された防衛隊基地に停泊している。
『バトルシップ』
「みょうこう」と「きりしま」が登場。
「みょうこう」は、アーレイ・バーク級ミサイル駆逐艦「ジョン・ポール・ジョーンズ」「サンプソン」とともに、宇宙からハワイ沖に落下してきたエイリアンの侵略兵器と、ECMによってレーダーやGPSが使えない状況下で激しい戦闘を繰り広げる。
「きりしま」は、各国海軍対抗のサッカー大会が行われている会場の近くに停泊しており、その甲板上で乗員たちが、自衛艦旗を振るなどして日本チームを応援している。
「きりしま」は、偶然にもBMD機能付加に伴う装備認定試験のためパールハーバーに寄港していた実物で、出演しているのも実際の乗員であるが、作中で「みょうこう」として登場している艦艇ないしCGモデルは、「みょうこう」と同じ艦番号「175」を編集により付けているが、実際には「あたご」である。
『亡国のイージス』
架空のイージス護衛艦「いそかぜ」として登場。副艦長などの幹部たちが某国工作員と手を組んで反乱を起こし、東京の一般市民たちを人質にして日本政府に要求を飲ませるため、某国工作員が米軍から強奪した化学兵器「GUSOH」を積んで東京湾に向かい、その際、これを阻止しようとする架空の護衛艦「うらかぜ」と戦闘を行う。
撮影では「みょうこう」の実物が「いそかぜ」を演じたほか、沿岸部に建造された実物大セットも使用されている。
『モーレツ怪獣大決戦』
艦名不明艦が1隻登場。駿河湾にてメトロカバヤンを迎撃するが、ミサイル攻撃は効果がなく撃沈される。

## アニメ・漫画
『イノセント・ヴィーナス』
国防軍所属艦として登場。
『エヴァンゲリオンシリーズ』
『新世紀エヴァンゲリオン』
テレビアニメ版第8話に国連軍太平洋艦隊所属艦として「こんごう」などが多数登場。日本に運ばれるエヴァ弐号機を護衛しており、作戦図上では、「DDG-173 KONGO」と表記されている「こんごう」をはじめとする6隻以上の存在が確認できる。旧伊東沖で生じたガギエル迎撃戦で複数艦が弐号機の足場にされてしまい、檣楼（艦橋構造物）や信号檣（檣頭）などが潰れてしまう。
『ヱヴァンゲリヲン新劇場版:破』
第2方面軍所属艦として艦番号を「210」とする架空の同型艦が登場。むらさめ型護衛艦などとともに、相模湾で第7の使徒を迎撃する。
『ヱヴァンゲリヲン新劇場版:Q』
ヴィレ所属艦として「こんごう」などが登場。NERVのMark.04 コード4Cの襲撃を受ける。
『シン・エヴァンゲリオン劇場版𝄇』
ヴィレ所属艦として艦名不明艦が登場。艦尾にN-1ロケットを取り付け宙対宙艦船流用式誘導弾に改造された上で、南極でのヤマト作戦時に無人空中艦隊の構成艦として使用され、NERV本部への突入口を開く。
『エルフェンリート』
単行本6巻に艦番号不明の同型艦が登場。マリコに対し訓練用の無弾頭ハープーンによる攻撃を行う。なお、これはVLSから発射され、ミサイルからの画像を元にヘリコプターのジョイスティックで操作する指令誘導方式の架空型である。単行本11巻では、第一護衛艦隊に所属する艦番号「176」の艦が登場。国立生態科学研究所攻撃に向かうベクタークラフトの母艦となる。単行本12巻では、ルーシーに対してSM-3で攻撃を行う。なお、現実のSM-3は短距離弾道ミサイルから中距離弾道ミサイルの迎撃を目的とする弾道弾迎撃ミサイルであり、対地攻撃は不可能である。
『オメガ7』
Vol.5に登場。海上自衛隊連合艦隊に属しており、尖閣諸島へ侵攻する中国海軍の艦隊を迎撃すべく、1号型ミサイル艇、はやぶさ型ミサイル艇、その他の護衛艦、空自のF-2戦闘機とともに対艦ミサイルによる飽和攻撃を行う。その後に飛来した中国側の対艦ミサイルに対しては、艦対空ミサイル、EW、チャフ、CIWSを用いて迎撃する。
『学園黙示録 HIGHSCHOOL OF THE DEAD』
第4巻（テレビアニメ版第12話）に「こんごう」と「きりしま」が登場。中国から発射された東風-21号を、第7艦隊所属のタイコンデロガ級ミサイル巡洋艦「シャイロー」、アーレイ・バーク級ミサイル駆逐艦「カーティス・ウィルバー」とともに迎撃する。
『崖の上のポニョ』
艦名不明艦が1隻登場。水没した宗介が住む町へ派遣されている。
『艦隊これくしょん -艦これ-いつか静かな海で』
第3話に「こんごう」が登場。こんごう型が故に、艦娘の「金剛」「霧島」「妙高」「鳥海」も登場している。
『空母いぶき』シリーズ
『空母いぶき』
「ちょうかい」が登場。航空機搭載型護衛艦「いぶき」を旗艦とする第5護衛隊群に配属される。
中国海軍の架空空母「広東」から発進し、単機で第二波攻撃を仕掛けてきた殲20をSM-2艦対空ミサイルで撃墜する。これが、自衛隊史における初めての敵兵士殺害となった。
多良間島沖にて052A型駆逐艦「哈爾浜」と053H3型フリゲート「洛陽」と交戦し、54口径127mm単装速射砲による精密砲撃を行い、両艦の兵装の破壊に成功する。
なお、「ちょうかい」がESSMを使用して艦対艦ミサイルを迎撃する場面があるが、実際の「ちょうかい」はESSMを搭載していない。
『空母いぶき GREAT GAME』
「きりしま」と「ちょうかい」が登場。「ちょうかい」は引き続き第5護衛隊群に所属し「いぶき」の随伴として北極海へ向かう。
宗谷事変以降の戦闘で、機関室に被弾・沈没する。なお、生き残った乗員（浮船艦長含む）は、他の第5護衛隊群所属護衛艦に分乗した。なお、「ちょうかい」の後継として第3護衛隊群より「きりしま」が編入される。
『ゲゲゲの鬼太郎』
テレビアニメ第6シリーズ第11話に名称不明の同型艦が複数登場。その内の1隻が後部VLSからミサイルを発射し、東京湾上に浮かぶ妖怪獣の卵「第二の月」を撃墜する。
『ゴジラ S.P ＜シンギュラポイント＞』
第6話に「きりしま」が登場。あきづき型護衛艦およびあさひ型護衛艦とともに浦賀水道へ災害派遣され、東京湾内を目指すマンダの群れに対して艦砲射撃を加え7体以上を撃破。その際に、マンダを追うゴジラアクアティリスと遭遇している。
『スカイガールズ』
テレビアニメ版第9話に架空艦「DDG-173 おうぶ」をはじめ、艦番号「174」および「175」とする同型艦が登場。京浜コンビナートをワームから防衛するため出撃する。
『戦闘妖精雪風』
第4話に登場。南極海に展開している日本海軍の架空の原子力空母「アドミラル56」を中心とする国連軍艦隊にタイコンデロガ級とともに所属しており、ロス氷棚の超空間通路から飛び出してきたジャム機に対して対空ミサイル・主砲・CIWSを用いて交戦する。
なお、原作小説『戦闘妖精・雪風』には登場しない。
『続・戦国自衛隊』
「こんごう」が登場。朝鮮半島へ派遣される陸上自衛隊を乗せたおおすみ型輸送艦「おおすみ」を、はたかぜ型護衛艦「はたかぜ」とともに護衛しており、北朝鮮がテポドンを発射したことを受け、第7艦隊とともにSM-3で迎撃する。
『大怪獣激闘 ガメラ対バルゴン COMIC VERSION』
第1護衛隊所属艦として「きりしま」が登場。三浦半島に出現したバルゴンに対して、同じく第1護衛隊に所属する他艦とともに艦砲射撃を行う。
『超時空戦艦まほろば』
国連軍PKO艦隊所属艦として架空艦「やまあらし」「すなあらし」が登場。戦艦「まほろば」を追跡する。
『日本沈没』
一色登希彦の漫画版に登場。沈みゆく日本列島から日本人を脱出させる船団の中に確認できる。
『ビビッドレッド・オペレーション』
ブルーアイランド防衛軍所属艦として「こんごう」「きりしま」「みょうこう」が登場。ブルーアイランド沖に現れたアローンを迎撃するために展開する。
『BLUE DROP』
テレビアニメ13話で異星人の戦艦「ノヴァール」を攻撃する艦隊の1艦としてこんごう型が登場。ノヴァールの放ったビームで他艦と同様に轟沈される寸前のところで同じく異星人の地球調査艦「ブルー」に助けられる。
『まりかセヴン』
複数のエピソードに登場。第6話では、怪獣「グランケ」の攻撃に向かう護衛艦隊の所属艦として、「きりしま」や架空艦「こじはる」など数隻が登場しており、うち「こじはる」は、泳げないまりかセヴンがグランケに接近するための踏み台にされてしまう。
第16話と第32話では架空艦「おおしま」が登場。第16話では怪獣「ギガザ」を、第32話では暗殺機人「タマミネーター」を攻撃する。
『ムダヅモ無き改革』
架空艦「DDG-179 たかお」が登場。「獅子の血族編」の主人公である真田又次郎二佐が艦長を務めている。
『名探偵コナン 絶海の探偵』
「きりしま」が登場。エンドロールにて、夕焼けに照らされた海上を航行する様子が実写で映されている。
『勇者王ガオガイガー』
テレビアニメ版第39話に「きりしま」が登場。横須賀沖を航行していた最中、瞳原種に取り込まれてしまう。

## 小説
『MM9』
第1話に架空艦「はくば」が登場。架空のはるな型護衛艦「すずか」などとともに、海底を移動する怪獣3号「シークラウド」を追跡し、日本海溝上で攻撃する。
『イージス戦艦「大和」2007』(文庫名：『イージス戦艦「大和」』
全艦登場。ただし、「こんごう」は真珠湾攻撃が起こらず、米軍による呉軍港奇襲に始まった太平洋戦争の世界の「大和」と入れ替わるようにタイムスリップしてしまう。
『ガーリー・エアフォース』
第1巻に「DDG-175」が登場。小松基地襲撃に向かう「ザイ」の戦爆連合を日本海上で迎撃するが、反撃により撃沈される。
テレビアニメ版では第8話に3隻が登場。第七艦隊の残存艦とされており、ザイが前線基地を築いた東シナ海の無人島「海鳥島」に対してミサイル攻撃を行っている。なお、原作でDDG-175が登場するのと同様のシーンは第4話に存在するが、あたご型護衛艦に置き換えられている。
『川の深さは』
「こんごう」が登場。「鮫」のコードネームを付与されて北朝鮮の瀬取り船の撃沈に向かうが、それを阻止しようとする主人公たちが搭乗するAH-64 アパッチと交戦する。しかし、交戦直前にコンピュータウイルス「アポトーシス」をAH-64から送信されたため戦闘システムがダウンしてしまい、手動操作の54口径127mm単装速射砲と完全自律の高性能20mm機関砲以外は使用不能となる。
『群青神殿』
「ちょうかい」が登場。商船沈没現象の脅威に対応するために編成された第四十八護衛船団を護衛しており、沖縄本島沖で現象の原因である海中生物「ニューク」と交戦する。
『大逆転!2003年戦艦「武蔵」』
第1巻「日米激突編」に「こんごう」と「きりしま」、架空艦として「はるな」と「ひえい」が登場。
『小説 地球防衛企業ダイ・ガード』
第2巻に「金剛級イージス艦」という名称で登場。6隻が建造されていると設定されている。巨大ヘテロダイン殲滅作戦の第二段階として「金剛」以下全艦が駿河湾に展開し、指向性レーダー波を用いてヘテロダインを日本海溝直上まで誘導する。
『征途』
第3巻に登場。南北に分断された日本における海上自衛隊の艦隊整備計画「10・4・10・10艦隊計画」によって建造されており、その過程で要求仕様が増大したことから、史実に近い案から排水量13,000トンの大型護衛艦へと変更されたという設定となっている。
統一戦争においては「きりしま」が第二機動任務群の1隻として樺太攻撃に向かい、日本民主主義人民共和国赤衛艦隊による対艦ミサイルの一斉発射に対し防空戦闘を行う。
『宣戦布告』
「みょうこう」と「こんごう」が登場。日本の領海に接近する北朝鮮海軍のフリゲート艦隊の警戒にあたる。
映画版では、自衛隊の協力が得られなかったため、アーレイ・バーク級ミサイル駆逐艦が「みょうこう」の代役を務めている。
『日本国召喚』
全艦登場。主な海戦に主力艦艇として参加している。
『日本北朝鮮戦争 竹島沖大空海戦』
「みょうこう」と「こんごう」が登場。
「みょうこう」は、北朝鮮から発射されたノドンIIをシースパローで迎撃する。
「こんごう」は、物語終盤で調査船「うずしお」の護衛艦隊旗艦を務めており、航空自衛隊のF-15Jが撃ち漏らした北朝鮮空軍のMiG-21 フィッシュベッドを、シースパローを使用して撃墜する。
『波動大戦』（大幅改定版：『超時空イージス戦隊』）
「きりしま」が登場。時空転移してしまった第1護衛隊群の主力として防空の要となる。

## ゲーム
『Wargame Red Dragon』
NATO陣営で使用可能な駆逐艦として「こんごう」が登場する。
『エースコンバット5』
ユークトバニア海軍のイージス艦「カニェーク」として登場。
『エースコンバット・ゼロ』
ベルカ海軍のイージス艦として登場。
『ストライカーズ1999』
前半ランダムステージのひとつに艦番号「73」の艦が登場。宇宙由来のナノマシンに寄生されたことにより無人状態で暴走し、特殊部隊「STRIKERS」所属機と交戦する。

## その他
『SAVIOR OF SONG』プロモーション・ビデオ（ミュージック・ビデオ）
ナノの「SAVIOR OF SONG」のPVに「きりしま」が登場。イージス艦上でPV撮影が行われたのは、日本音楽史上初となる。